# Cystodytes ramosus
Cystodytes ramosus is een zakpijpensoort uit de familie van de Polycitoridae. De wetenschappelijke naam van de soort is voor het eerst geldig gepubliceerd in 1992 door Kott.